# 高市村
高市村（たかいちむら）は奈良県北西部、高市郡に属していた村。現在の明日香村東部、南部。

## 歴史
- 1889年（明治22年）4月1日 - 町村制の施行により、高市郡 岡村、島庄村、上居村、細川村、上村、尾曽村、畑村、冬野村、入谷村、栢森村、稲淵村、坂田村、祝戸村、橘村、立部村、野口村、川原村が合併し高市村が成立。
- 1956年（昭和31年）7月3日 - 阪合村、飛鳥村と合併し、明日香村が発足。同日高市村消滅。